# Trachelipus richardsonae
Trachelipus richardsonae is een pissebed uit de familie Trachelipodidae. De wetenschappelijke naam van de soort is voor het eerst geldig gepubliceerd in 1960 door Stanley B. Mulaik.